# 黃氏節孝坊
25°02′35″N 121°30′56″E / 25.042976°N 121.515611°E
黃氏節孝坊，是位在臺灣臺北市中正區二二八和平紀念公園的牌坊，建於清代光緒八年（1882年），列為直轄市古蹟。

## 事跡

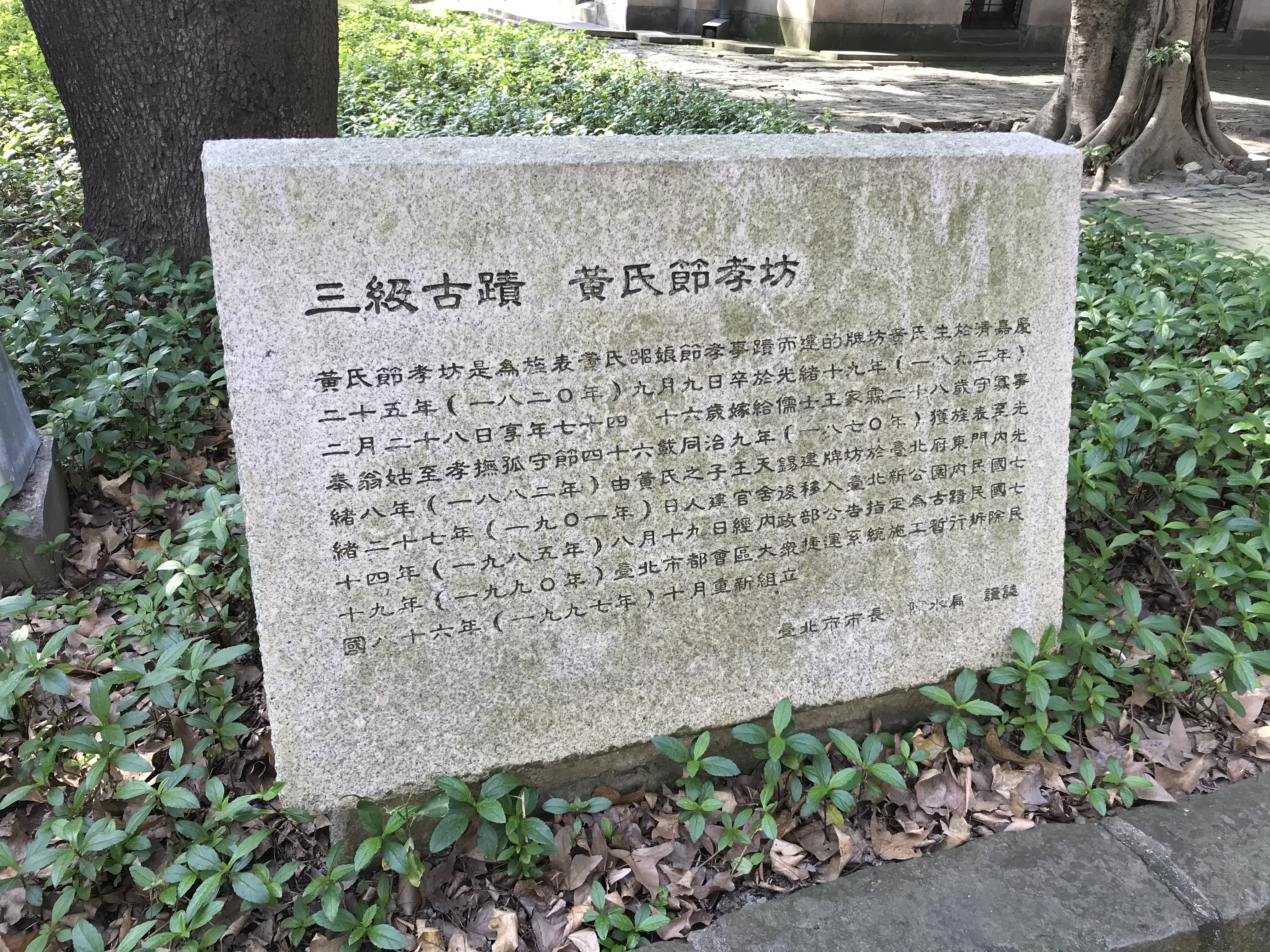
節孝坊說明

黃嘂娘，嘉慶年間生，十六歲時嫁給泉州府晉江縣大她一歲的王家霖為妻，生王天錫。王家霖後隨父親至臺灣生意，即留妻子在家侍奉年老久病的婆婆。
黃嘂娘在二十八歲的丈夫去世時，起誓守節，後帶孩子遠渡臺灣投奔公公。兒子王天錫日後在艋舺經營王益興行，以替窮人安葬的名義廣購臺北土地，擁有今總統府、臺北賓館、古亭國中、貴陽街、昆明街一帶、中華路二段與水源路之間等地，用「艋舺同仁堂」之名收取大量租金，成為今日依然富裕的大地主艋舺王氏家族。同治九年（1870年），黃嘂娘五十一歲受賜金三十兩以作表揚。該年，淡水同知陳培桂將黃嘂娘事略納入纂修《淡水廳志》。
黃嘂娘七旬去世後耆老特向官府推薦節孝事蹟，以「黃端懿」稱呼其人。光緒八年（1882年），黃氏節孝坊在臺北府城東門東門街（今凱達格蘭大道）豎立。

## 景象

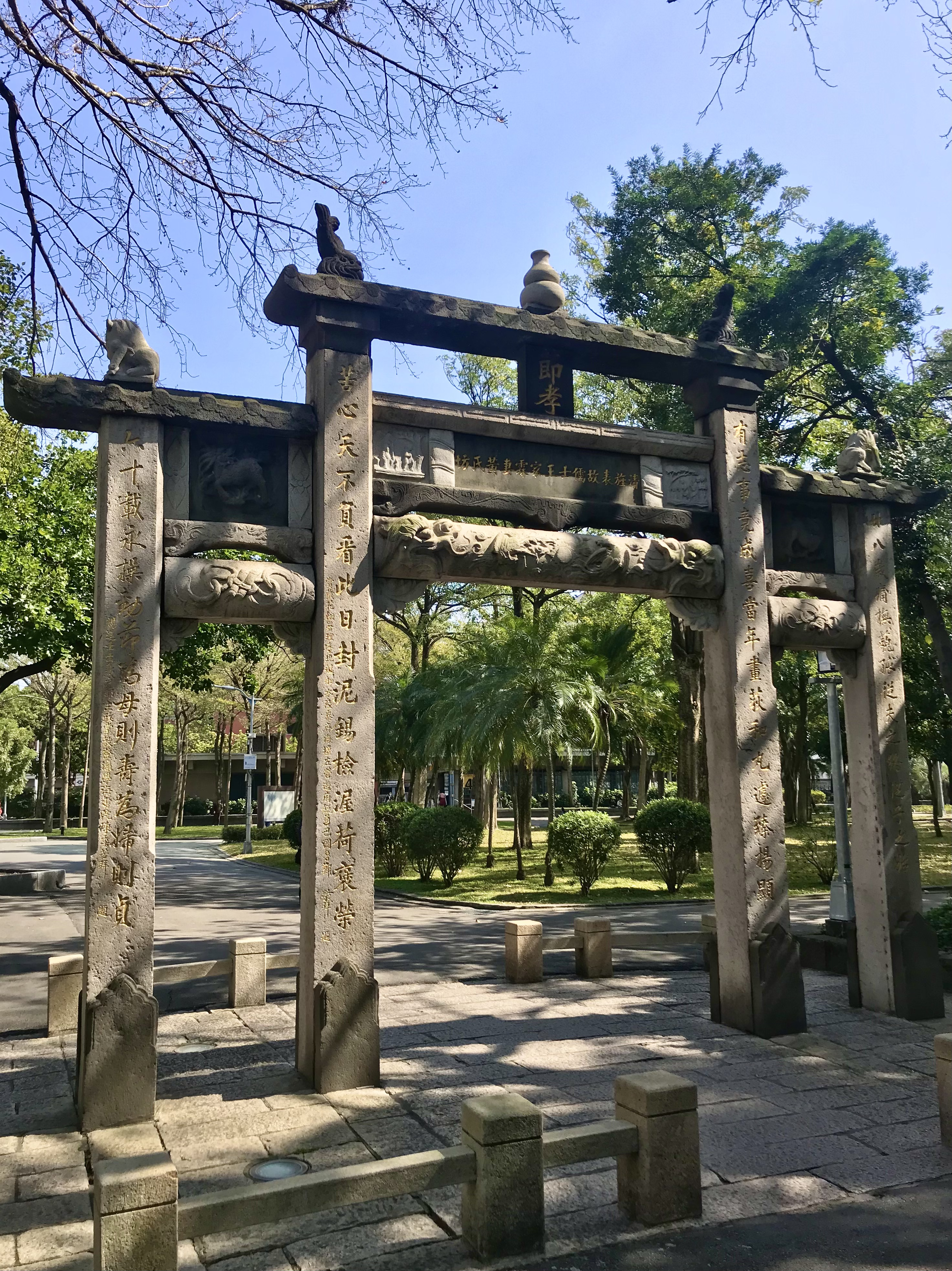
節孝坊陰面

原先黃氏節孝坊為東西向，地屬艋舺王氏家族所有，位於臺北賓館對面，碑坊高四公尺半，屬四柱三間三樓二層式石造牌坊，牌柱厚四十公分。坊心陽面兩端雕龍首，中央為雙龍戲珠，陰面為雙鳳戲珠。節孝大額以泉州白石製成，節孝兩字上有葫蘆石雕，橫額「清旌表故儒士王家霖妻黃氏坊」。四根柱子刻有台北知府陳星聚、進士陳季芳等表彰黃氏節孝事蹟的對聯。楹聯內容為「清節厲冰霜辛檗半生幸有遺徽型海上，湛恩深雨露貞珉一片長流明德在人間」、「黃鵠譜悲歌涙灑素惟冰霜節苦，紫鳶隆寵誥輝流彤菅雨露恩深」、「廿八歲痛撫藐孤從夫之終從子之始，六十載永操勁節為母則壽為婦則貞」。

## 遷移
日本政府後為興建臺北賓館而向王家徵收土地，而牌坊正位於官邸圍牆處，於是牌坊移至臺北新公園東北角，坐向改為南北向，額枋後因破損以水泥灌補。
1985年8月19日，黃氏節孝坊公告為第三級古蹟（今屬臺北市文化資產）。1987年，臺北市政府民政局計畫修復周氏節孝坊與黃氏節孝坊。
淡水線興建時，此牌坊因位於淡水線201AB標工作井附近，為避免古蹟因施工受損，而計畫以新臺幣五百多萬元遷移往他處，但臺北市政府主計處卻以其屬預算外收入，而要求民政局應先繳庫後再行編列預算，待民政局將經費繳庫、重新編列預算時，主計處又主張此係專款應由臺北市政府捷運工程局保管，民政局再向捷運局申請款項支付開支。如此公文一來一往，使得原本應於1989年發包開工的拆遷工程拖到1990年2月底才完成發包。
1990年3月7日，工作人員將各塊坊石都一一予以編號，裹好棉被並夾上木條固定後，才以吊車一塊塊拆除，並將三十多塊坊石暫存於臺北孔子廟。拆除由王正雄負責、修復也是。起吊時另以堆高機在下面承托，以雙重保護確保坊體在拆解過程不致受損，全程並有錄影以供日後重建時參考。
1994年7月28日，民政局開移設地點審查會。依捷運運局規劃，可能的遷建地點有三處。前二處是位於台北車站進出口處，受振動影響較大，可行性較小。第三處則位在新公園內水池涼亭區，與周遭景觀較為吻合。由於學者專家認為三處地點皆非妥當，建議以靠近原址為原則，擇臺灣博物館前，碑林與孔子像之間的空地作安置地點。
節孝坊於1997年3月25日遷回新公園，並加上夜間照明。